# Futebol nos Jogos Olímpicos de Verão de 1956
O torneio de futebol nos Jogos Olímpicos de Verão de 1956 foi realizado na cidade de Melbourne, Austrália entre 24 de novembro e 8 de dezembro.
A equipe da Alemanha Unificada competiu entre os Jogos Olímpicos de 1956 a 1968. Nessa edição do torneio olímpico de futebol, a equipe foi representada por futebolistas da Alemanha Ocidental.

## Masculino
| Ouro | Prata | Bronze |
| União Soviética Lev Yashin Boris Kusnetsov Anatoliy Bashashkin Mikhail Ogonkov Anatoliy Maslyonkin Igor Netto Boris Tatushin Anatoliy Isayev Nikita Simonyan Sergey Salnikov Anatoliy Ilyin Aleksey Paramonov Eduard Streltsov Nikolay Tishchenko Vladimir Ryshkin Iosif Betsa Valentin Ivanov Boris Razinskiy | Iugoslávia Petar Radenković Mladen Koščak Ljubiša Spajić Nikola Radović Ivan Šantek Dobroslav Krstić Dragoslav Šekularac Zlatko Papec Sava Antić Todor Veselinović Muhamed Mujić Blagoje Vidinić Ibrahim Biogradlić Luka Liposinović | Bulgária Yordan Yosifov Kiril Rakarov Manol Manolov Stefan Bozhkov Nikola Kovachev Gavril Stoyanov Panayot Panayotov Dimitar Milanov Georgi Dimitrov Georgi Naydenov Ivan Kolev Todor Diev Milcho Goranov Krum Yanev |

### Fase preliminar
| 24 de novembro de 1956 | União Soviética | 2-1 | Alemanha Ocidental |
| 26 de novembro de 1956 | Reino Unido     | 9-0 | Tailândia          |
| 27 de novembro de 1956 | Austrália       | 2-0 | Japão              |

### Quartas de final
| 28 de novembro de 1956 12:00 | Iugoslávia                                | 9–1 | Estados Unidos | Olympic Park Stadium, Melbourne |
|                              | Veselinović Veselinović Mujić Antić Papić |     | Zerhusen       |                                 |

| 29 de novembro de 1956 12:00 | União Soviética | 0–0 | Indonésia | Olympic Park Stadium, Melbourne |
|                              |                 |     |           |                                 |

| 30 de novembro de 1956 12:00 | Bulgária                       | 6–1 | Reino Unido | Melbourne Cricket Ground, Melbourne |
|                              | Milanov Milanov Kolev Dimitrov |     | Lewis       |                                     |

| 1 de dezembro de 1956 13:00 | Austrália     | 2–4 | Índia                 | Melbourne Cricket Ground, Melbourne |
|                             | Morrow Morrow |     | D'Souza D'Souza Kittu |                                     |

#### Desempate
| 1 de dezembro de 1956 12:00 | União Soviética                   | 4–0 | Indonésia | Olympic Park Stadium, Melbourne |
|                             | Salnikov Salnikov Netto V. Ivanov |     |           |                                 |

### Semifinal
| 4 de dezembro de 1956 12:00 | Iugoslávia                          | 4–1 | Índia   | Melbourne Cricket Ground, Melbourne |
|                             | Papec Papec Veselinović Salaam (gc) |     | D'Souza |                                     |

| 5 de dezembro de 1956 12:00 | União Soviética    | 2–1 | Bulgária | Olympic Park Stadium, Melbourne |
|                             | Streltsov Tatushin |     | Kolev    |                                 |

### Disputa pelo bronze
| 7 de dezembro de 1956 12:00 | Bulgária            | 3–0 | Índia | Melbourne Cricket Ground, Melbourne |
|                             | Diyev Diyev Milanov |     |       |                                     |

### Final
| 8 de dezembro de 1956 12:00 | Iugoslávia | 0–1 | União Soviética | Melbourne Cricket Ground, Melbourne |
|                             |            |     | Ilyin           |                                     |